# Quang Nam
Quang Nam (vietnamita: Quảng Nam) é uma província do Vietnã.